# Andrew Schultz
Andrew Schultz (* 18. August 1960 in Adelaide) ist ein australischer Komponist zeitgenössischer klassischer Musik und Hochschullehrer für Musik.

## Leben
Schultz’ Ausbildung erfolgte an den Universitäten von Queensland und Pennsylvania und am Londoner King’s College. Er besitzt einen Bachelor of Music mit Auszeichnung (Bachelor with Honour), einen Master of Music und einen Ph.D. in Komposition.
Seit 2008 lebt er in Sydney, wo er an der dortigen University of New South Wales Professor für Musik ist. Frühere akademische Stationen waren das Vereinigte Königreich, Frankreich, die Vereinigten Staaten und Kanada.

## Werke
Seine Kompositionen umfassen ein breites Spektrum mit Kammermusik sowie orchestralen und Gesangswerken. Ebenso wurde er vielfach von führenden australischen Orchestern beauftragt.
Unter Schultzes Werken sind folgende Opern zu nennen:
- Black River (1989),
- Going into Shadows (2001),
- The Children's Bach (2008) – diese wurden adaptiert als Filmmusik in Black River (ein Film aus 1993) verwendet.

Weitere umfangreiche Kompositionen sind:
- Violin Concerto (1996),
- Journey to Horseshoe Bend (2003),
- Song of Songs (2004),
- The Endling (2006),
- To the evening star (2009).

Journey to Horseshoe Bend und Black River befassen sich mit der soziokulturellen Thematik der Konflikte australischer Ureinwohner mit westlichen Siedlern und sind bei Vorstellungen auf Bühnen aus diesem Grund auch mit ureinwohnerstämmigen Darstellern besetzt.

## Auszeichnungen
- Fulbright Award (1982)
- Albert H. Maggs Composition Award (1985)
- Grand-Prix der Oper über die Opéra Bastille (1991)
- APRA Award für die klassische Komposition des Jahres 1993
- Schueler Award 2007
- Paul Lowin Preis 2009
- Centenary of Canberra Symphony Commission (2012)